# Rachóni
Rachóni (Rachoni) är en ort i Grekland.   Den ligger i prefekturen Nomós Kaválas och regionen Östra Makedonien och Thrakien, i den nordöstra delen av landet, 300 km norr om huvudstaden Aten. Rachóni ligger 163 meter över havet och antalet invånare är 446. Den ligger på ön Thassos.
Terrängen runt Rachóni är huvudsakligen kuperad, men åt sydost är den bergig. Havet är nära Rachóni norrut. Runt Rachóni är det ganska glesbefolkat, med 34 invånare per kvadratkilometer. Närmaste större samhälle är Thassos, 6,5 km öster om Rachóni. 